# Flint Hammerhead
Flint Hammerhead (jap. 時空探偵ゲンシクン, Jikū Tantei Genshi-kun, dt. „Raumzeit-Detektiv Genshi“) ist eine Anime-Fernsehserie des Studios Group TAC aus dem Jahr 1998. Das Werk wurde auch als Manga umgesetzt und ist in die Genres Abenteuer, Comedy und Fantasy einzuordnen. International wurde die Serie auch als Flint the Time Detective bekannt. 

## Inhalt
Die Zeitdiebin Petra Fina (愛野 瞳, Aino Hitomi) reist mit ihren beiden Gehilfen aus dem 25. Jahrhundert durch die Zeit, um für den Dark Lord die Geschichte durcheinander zu bringen und die in den Zeiten verstreuten Zeitengel zu stehlen. Bei einer ihrer Reisen in die Steinzeit treffen sie auf Flint Hammerhead (ゲンシ, Genshi) und seinen Vater, den sie versteinern um ihnen einen Zeitengel zu nehmen. Im 25. Jahrhundert werden die beiden Steinzeitmenschen wieder ausgegraben und von Bernie Goodman (大和博士, Yamato-hakase, „Dr. Yamato“) in der Zeitpolizei wiederbelebt. Flint erhält dadurch übermenschliche Kräfte, während sein Vater ein sprechender Stein bleibt und ihm zukünftig als Hammer dienen soll. Gemeinsam mit den Kindern Goodmans, Sarah (ソラ, Sora) und Tony (トキオ, Tokio), und im Auftrag der Zeitpolizei macht sich Flint als Zeitdetektiv daran, jeden Diebstahl von Petra Fina zu vereiteln und reist ihr dafür in die verschiedensten Zeitalter hinterher.

## Produktion und Veröffentlichung
Der Anime entstand beim Studio Group TAC unter der Regie von Hiroshi Fukutomi nach der Idee und dem Konzept von Hideki Sonoda. Das Charakterdesign stammt von Sachiko Ōhashi und die künstlerische Leitung lag bei Hitoshi Nagao. Es entstanden 39 Folgen mit je 25 Minuten Laufzeit. 
Die Erstausstrahlung erfolgte vom 1. Oktober 1998 bis zum 24. Juni 1999 bei TV Tokyo. Eine deutsche Synchronfassung wurde erstmals vom 28. Februar bis 24. April 2001 bei RTL II gezeigt. Es folgten Wiederholungen bei RTL II, Fox Kids und Kabel 1 sowie bei Premiere. Fox Kids brachte die Folgen auch auf DVD heraus. Außerdem wurde die Serie in englischer, französischer, spanischer, italienischer, niederländischer und portugiesischer Synchronisation im Fernsehen ausgestrahlt.

### Synchronisation
Die deutsche Fassung entstand bei MME Studios in Berlin, Dialogregie führte Björn Schalla.
| Rolle                                  | japanischer Sprecher (Seiyū) | deutscher Sprecher |
| -------------------------------------- | ---------------------------- | ------------------ |
| Flint Hammerhead / Genshi              | Yukiji                       | Timm Neu           |
| Sarah Goodman / Sora Yamato            | Nana Mizuki                  | Sonja Spuhl        |
| Tony Goodman / Tokio Yamato            | Chiaki Morita                | Julien Haggége     |
| Dr. Bernard Goodman / Professor Yamato | Masamichi Satou              | Gerrit Schmidt-Foß |
| Rocky Hammerhead / Dad-tan             | Fumihiko Tachiki             | Thomas Wolff       |
| Petra Fina / Hitomi Aino               | Yumi Tōma                    | Bianca Krahl       |
| Dino Fishman                           | Yuji Ueda                    | Tommy Morgenstern  |
| Mite                                   | Chafurin                     | Björn Schalla      |
| Dark Lord                              | Toshiyuki Morikawa           | Helmut Gauß        |
| Gott der Zeit / Time-G                 | Katsumi Suzuki               | Rüdiger Evers      |
| Merlock Holmes / Kyoichiro Narugami    | Kappei Yamaguchi             | Robin Kahnmeyer    |
| Jillian Gray / Rei Jinguji             | Mami Nakajima                | Heike Schroetter   |
| Bindi                                  | Rika Wakusawa                | Ilona Otto         |
| Super Ninja                            | Wataru Takagi                | Tilo Schmitz       |
| Uglinator                              | Takuma Suzuki                | Marius Clarén      |
| Nascal                                 | Sachiko Sugawara             | Stefan Gossler     |
| Ominito                                | Mitsuo Iwata                 | Walter Alich       |

### Musik
Den Soundtrack der Serie komponierten Tadashi Namba und Toshio Masuda. Der Vorspann ist unterlegt mit dem Lied Power na Kimochi (パワーなきもち, Pawā na Kimochi) von Yukari Asakura. Die Abspanntitel sind: 
- Moshimo… (もしも…) von Mayumi Iizuka
- Kirakira (きらきら) von Manabi Mizuno
- Boku no Shirushi (僕のシルシ) von Nakagawa Keniti
- Jikū no Kanata e (時空の彼方へ) von Yukiji, Nana Mizuki, Chiaki Morita, Tachiki Fumihiko, Nishimura Chinami

## Manga-Adaption
In Kōdanshas Magazin Comic BomBom erschien eine von Hideki Sonoda geschriebene und von Akira Yamanaka gezeichnete Mangareihe namens Jikū Tantei Genshi-kun, Susume! Jikumon Tanteidan (時空探偵ゲンシクン、進め!ジクモン探偵団) zur Fernsehserie. 1999 erschienen die sechs Kapitel in einem Sammelband.

## Rezeption
Die Serie sei eine Neuauflage der Serie Time Bokan aus den 1970er Jahren, so die Anime Encyclopedia, nur mit einem stärkeren Fokus auf das in den 1990er Jahren nach Pokémon und Digimon beliebte Monsterjagen und -sammeln. Die Ähnlichkeit mit diesen beiden Serien sei es auch, die Flint Hammerhead in die USA gebracht habe.